# Lia Taburcean
Lia Taburcean (* 24. Juli 1997 in Verejeni, Rajon Telenești, Republik Moldau) ist eine moldauische Sängerin und Songwriterin.

## Leben und Karriere
Lia Taburcean wurde im Alter von sechs Monaten adoptiert, was sie 2018 in der moldauischen Fernsehsendung Istoriile Gloriei öffentlich bekannt gab. Taburcean begann ihre musikalische Karriere im Jahr 2016 mit der Veröffentlichung des Songs La nunta asta (deutsch: Bei dieser Hochzeit), der schnell zu einem Hit in der Republik Moldau wurde. Nach ihrem Durchbruch veröffentlichte Taburcean weitere erfolgreiche Songs, die Pop und traditionelle moldauische und rumänische musikalische Elemente verbinden. Im Jahr 2018 war Taburcean verlobt und schwanger, erlitt jedoch eine Fehlgeburt, woraufhin die Beziehung endete. 2020 heiratete die Künstlerin. 2022 brachte sie einen Sohn zur Welt.

## Diskografie

### Alben
- 2017: La Nunta Asta
- 2019: Tudore
- 2024: Seara asta

### Singles und EPs
- 2020: Undeva la București
- 2018: Cuscră
- 2017: La Nunta Asta
- 2017: Mânză
- 2017: Achtung, Achtung! (feat. Kapushon)
- 2016: Ca-n Filme Indiene